# مسجد معمر القذافي
مسجد معمر القذافي هو أكبر مسجد في تنزانيا وثاني أكبر مسجد في شرق أفريقيا بعد مسجد أوغندا الوطني. يقع المسجد في العاصمة دودوما. سمي المسجد على اسم قائد ليبيا السابق معمر القذافي والذي وفر التمويل اللازم خلال جمعية الدعوة الإسلامية العالمية. تم افتتاح المسجد من قبل الرئيس جاكايا كيكويتي في عام 2010 ويتسع لثلاثين ألف مصلي.